# Araeoncus tuberculatus
Araeoncus tuberculatus es una especie de araña araneomorfa del género Araeoncus, familia Linyphiidae. La especie fue descrita científicamente por Tullgren en 1955.
Las patas de la hembra son amarillas y la longitud de su cuerpo es de 1,6 milímetros. La especie se distribuye por Europa: Suecia.